# Alegeri locale
Alegerile locale sunt tipul de alegeri prezent în sistemul electoral al mai multor state cu scopul de a-i alege pe deținătorii funcțiilor locale ale administrației publice, cum ar fi primarii și prefecții.